# لوئوجیانگ
لاوژیانگ (به لاتین: Luojiang County) یک شهرستان در جمهوری خلق چین است که در دییانگ واقع شده‌است.